# Christiern Hansen
 Der er flere personer med dette navn, se Christian Hansen.
Christiern Hansen nævnes almindeligt som forfatter til de tre ældste danske skuespil, der findes i et håndskrift (780 Fol. i Thotts Samling) på Det Kgl. Bibliotek. Hans navn - skrevet Christiernus Joannis, kan også kan betyde Christiern Jensen - årstallet 1531 og en bemærkning, der viser, at han var skolemester i Vor Frue Sogn i Odense, bagest i håndskriftet efter en epilog til det ene skuespil. Han kan altså være forfatteren, men man ved intet sikkert derom.
Sophus Birket-Smith, den fortjenstfulde udgiver af disse skuespil, mener, at han har
skrevet det første, der nu kaldes Den utro Hustru, og oversat det sidste, Dorotheae Komedie, fra latin. Den. mellemste komedie, Paris' Dom, har han derimod næppe haft noget at gøre med. Den utro Hustru er en djærv og meget naiv farce om en hustru, der fristes af en bonde, en munk og en adelsmand, Paris' Dom er en ganske barnagtig dramatisk allegori og
Dorotheae Komedie en dramatiseret helgenlegende.